# News.ABS-CBN.com
news.ABS-CBN.com (precedentemente ABS-CBNnews.com) è un sito web di notizie con sede a Quezon City, Filippine. È di proprietà del conglomerato mediatico ABS-CBN ed è destinato prevalentemente al mercato filippino. Il sito web è gestito dalla divisione ABS-CBN Digital Media di ABS-CBN mentre i suoi contenuti sono forniti da ABS-CBN News e The Philippine Star. Oltre all'interfaccia del sito web, gli utenti possono anche accedere ai suoi contenuti tramite la sua app mobile disponibile per iOS, Android e Windows. L'app ABS-CBNnews.com è disponibile anche su LG Smart TV.
Attualmente è il sito di notizie più importante nelle Filippine sulla base delle classifiche di Alexa e tra i più grandi editori di Facebook al mondo secondo NewsWhip. Il suo canale YouTube ha oltre due milioni di abbonati e oltre un miliardo di visualizzazioni, mentre il suo account Twitter ha oltre due milioni di follower.